# 韦尔塔·德索托
赫苏斯·韦尔塔·德索托·巴列斯特尔（西班牙語：Jesús Huerta de Soto Ballester，1956年12月23日—），西班牙马德里人，现代奥地利经济学派最有代表性的经济学家之一，也是一位西班牙的政治哲学家，他目前是马德里胡安·卡洛斯国王大学的政治经济学教授。

## 生平
德索托曾获得过两个博士学位：一个是1984年获得的法律博士学位，另一个是1992年获得的经济学博士学位，两者都是在位于马德里的康普顿斯大学获得。他获得过西班牙银行的奖学金，并就读于斯坦福大学，在那里他拿到了MBA学位。 1979年，韦尔塔·德索托成为马德里康普顿斯大学法学院的政治经济学教授。2000年开始，他成为位于马德里的胡安·卡洛斯国王大学法律与社会科学学院的政治经济学教授。此外，为了在全欧洲和世界其他地区推广奥地利学派范式，从2007年10月开始，他在该大学教授唯一为整个欧盟官方认可和有效的奥地利学派硕士项目。2004年5月，他开始成为并一直担任学术期刊《市场过程：欧洲政治经济学杂志》（Procesos de Mercado:  revista europea de economía política）的创始编辑，这本杂志每年两期用联盟的官方语言刊登关于奥地利学派的文章。韦尔塔·德索托已经做出了众多的学术贡献，包括他的著作《私人养老金计划》（Planes de pensiones privados），为此他在1983年被胡安·卡洛斯国王授予“胡安·卡洛斯国王经济学国际奖”（Premio Internacional de Economía）。    
韦尔塔·德索托还是路德维希·冯·米塞斯研究所的成员，马德里高等研究中心（IMDEA）社会科学的赞助人和朝圣山学社的副会长（2000-2004年）。他是《奥地利学派经济学季刊》（Quarterly Journal of Austrian Economics）、《市场与道德杂志》（Journal of Markets and Morality）、《政治经济学的新视角》（New Perspectives on Political Economy）杂志编委会的委员，也是“人的行动研究社”（Sociedad para el Estudio de la Acción Humana）的共同创立者之一。此外，他与位于马德里的胡安·德·马里亚纳研究所有非常密切的合作。2009年，Francisco Marroquin大学授予韦尔塔·德索托他的第一个名誉博士学位，之后他获得了亚历山德鲁·伊万·库扎大学（罗马尼亚，2010年）的名誉博士学位，以及位于莫斯科的俄罗斯联邦政府直属财经大学（2011年）的名誉博士学位，这是一家由列宁在1919年建立的一个机构。他获得的其他国际学术奖项包括：“新欧洲中心”（CNE of Brussels）颁发的亚当·斯密终生成就奖（2005年），布拉格经济大学提供的因在经济学教育上有卓越表现而授予的Franz Cuhel纪念奖（2006年），表彰自由的Gary G. Schlarbaum奖（萨拉曼卡，2009年），和Foment del Treball Nacional奖章（巴塞罗那，2009）。最后，在2013年6月21日，他获得了哥廷根大学的黄金哈耶克奖章（德国）。
在他的知识贡献中最被认可的是他关于企业家才能和社会主义不可能性的研究，这方面的成就体现在他的著作《社会主义、经济计算与企业家才能》（2010）中；他发展了奥地利学派经济周期理论，这体现在他的著作《货币、银行信贷与经济周期》中；以及在他的著作《动态效率理论》中对动态效率理论的发展。德索托认为对社会现实的分析需要适当地结合下面三种方法：理论的（冯·米塞斯）、历史—演进的（哈耶克）和伦理的（罗斯巴德）。赫苏斯·韦尔塔·德索托的著作已经被翻译成21种语言文字，其中包括俄文、中文、日文和阿拉伯文。从思想方面来说，韦尔塔·德索托教授坚持认为无政府资本主义相对于古典自由主义在理论上更有优势。他还捍卫完全的经济自由化和彻底改革当前的金融体系：返回到金本位和银行的100％准备金要求的必要性。他与其他思想家，如穆瑞·罗斯巴德一样，认为西班牙黄金时代的萨拉曼卡学派是奥地利学派，特别是经济自由主义在哲学、法律、经济思想上的先驱；它是今天我们所说的“经济科学”的发源地。在应用经济学领域，韦尔塔·德索托以对欧元的辩护而为人所知，他认为欧元起着作为金本位之“代理”，并能够约束政客、官僚和利益集团的作用。
韦尔塔·德索托已经成功地创造了一群数量可观的年轻学者和追随者，除了其他人之外包括以下这些博士：菲利普·巴古斯（Philipp Bagus），米格尔·安赫尔·阿隆索尼拉（Miguel Ángel Alonso Neira），大卫·豪顿（David Howden），加布里埃尔·卡尔萨达（Gabriel Calzada），哈维尔·阿兰萨迪·德尔山（Javier Aranzadi del Cerro），奥斯卡·瓦拉·克雷斯波（Óscar Vara Crespo），阿德里安·拉维尔（Adrián Ravier），胡安·拉蒙·拉罗（Juan Ramón Rallo），米格尔·巴斯托斯（Miguel Anxo Bastos Boubeta），和玛丽亚·布兰科（María Blanco）。2011年开始，韦尔塔·德索托成为“个人自由党”（P-Lib）的成员。

## 著作
- Planes de pensiones privados (1984)
- Lecturas de economía política, ed. (3 vols., 1984-1987)
- Socialism, Economic Calculation, and Entrepreneurship (2010)  中译本：《社会主义：经济计算与企业家才能》，朱海就译，吉林出版集团有限责任公司，2010.
- Estudios de economía política (1994)
- Money, Bank Credit, and Economic Cycles (2006) 中译本：《货币、银行信贷与经济周期》，葛亚非 刘芳等译，电子工业出版社，2012.
- The Austrian School: Market Order and Entrepreneurial Creativity (2008) 中译本：《奥地利学派：市场秩序与企业家创造》，朱海就译，浙江大学出版社，2010.
- Nuevos estudios de economía política (2002)
- Ahorra y previsión en el seguro de vida (2006)
- The Theory of Dynamic Efficiency (2009)  中译本：《动态效率理论》，朱海就译，即将由北京三联书店出版